# Almaza
 (mars 2021).
Si vous disposez d'ouvrages ou d'articles de référence ou si vous connaissez des sites web de qualité traitant du thème abordé ici, merci de compléter l'article en donnant les références utiles à sa vérifiabilité et en les liant à la section « Notes et références ».

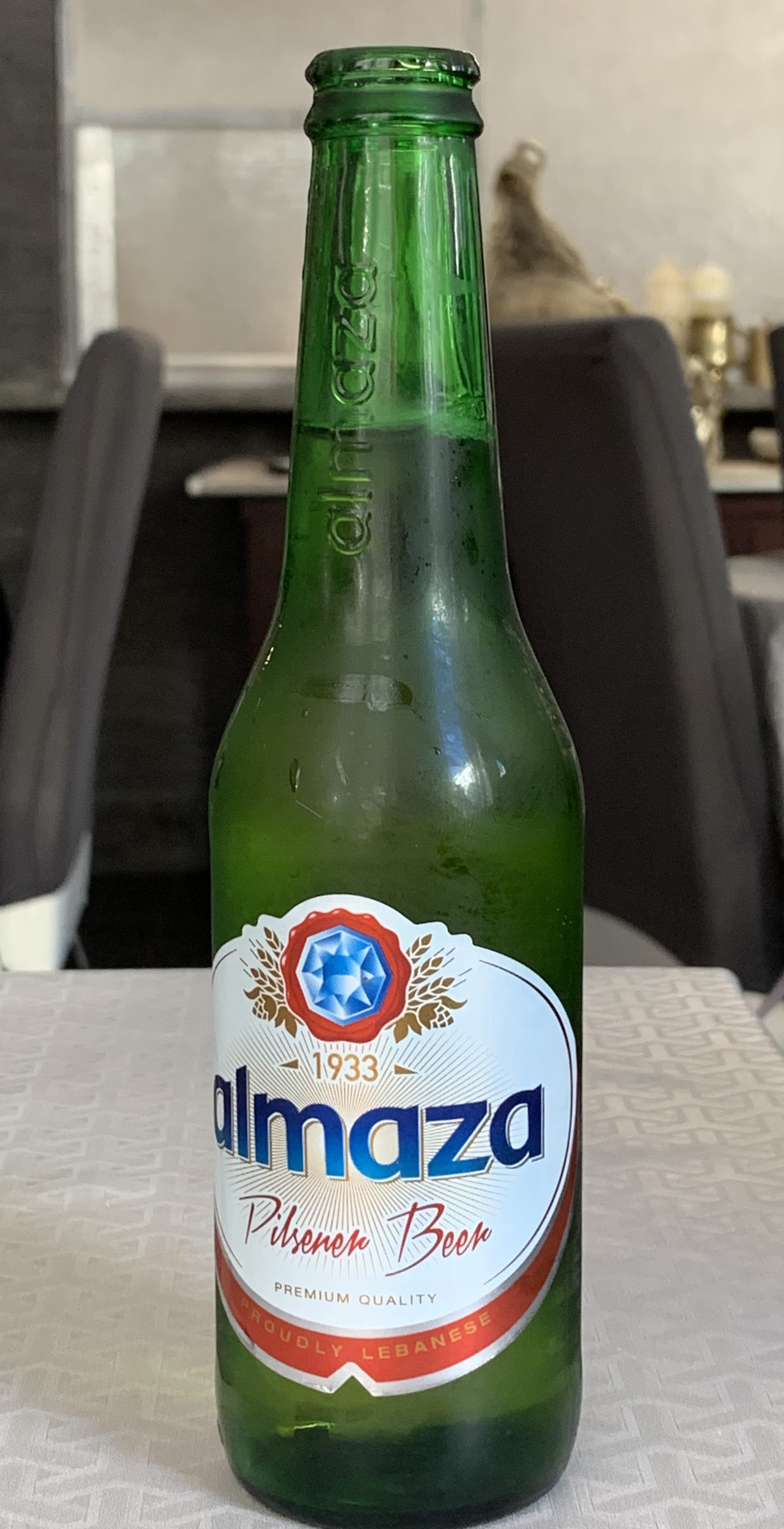
Bouteille d'Almaza

Almaza (Brasserie Almaza S.A.L.) est une brasserie et marque de bière pilsner libanaise établi en 1933. La brasserie produit et vend les marques de bière Almaza, Almaza Light, Almaza Special Dark, REX, la gamme non alcoolisée Laziza, et distribue également la marque Heineken.
Elle est exportée au Canada, aux États-Unis, au Royaume-Uni, en France, en Australie et au Moyen-Orient.

## Histoire
La brasserie a été fondée en 1933 à Beyrouth par les familles Jabre, Comaty et Angelopoulu, initialement appelée Brasserie Franco-Libano-Syrienne. La famille Jabre en était l'actionnaire principal: Michel, Najib et Assaad Jabre.
En 1960, la brasserie établit un partenariat avec Amstel Beer.
En 1968, le groupe Heineken acquiert Amstel.
En 1990, la brasserie survit à la guerre du Liban sous l'égide des propriétaires de Jabre qui modernisent et restaurent les installations.
En 2003, la propriété majoritaire est passée à Heineken.
En 2021, Philippe Jabre devient propriétaire majoritaire de la Brasserie Almaza.